# IZh-12
A IZh-12 (em russo:  ИЖ-12) é uma espingarda de cano duplo soviética.

## História
A IZH-12 foi projetada no início da década de 1960 como sucessora da IZh-59 "Sputnik". As primeiras espingardas foram fabricadas em 1962. Sua produção em série começou em 1963.
Em janeiro de 1965, o preço de uma IZh-12 padrão era de 158 rublos. O preço de uma espingarda IZh-12 personalizada (com gravuras e com coronha e guarda-mão de nogueira) variava entre 250 e 270 rublos.
Em 1967, uma mira de dioptria destacável foi proposta para espingardas IZh-12.
Em 1974, a produção foi descontinuada. No total, 311.633 espingardas foram fabricadas e 129.000 delas foram vendidas para o exterior.
Em 1976, uma nova mira dióptrica destacável foi proposta para espingardas IZh-12.

## Projeto
A IZh-12 é uma espingarda sem cão e com canos sobrepostos.
Ambos os canos são cromados e possuem estranguladores na extremidade da boca.
Possui coronha e guarda-mão de nogueira ou faia.

## Variantes
- IZh-15 (ИЖ-15) - arma combinada de canos sobrepostos com cano raiado de 5,6x39mm sobre cano liso calibre 16.[8] Possui almofada de recuo de plástico ou borracha na coronha e pode ser equipada com mira óptica.[9]

## Operadores
- União Soviética[6]
- Reino Unido[6] - número desconhecido de espingardas foram vendidas como armas de caça civis